# Národní park Morrocoy
Národní park Morrocoy (španělsky Parque nacional Morrocoy) byl zřízen jako chráněné území na pobřeží zálivu Golfo Triste ve Venezuele. Nachází se u města Tucacas ve státě Falcón, 140 km západně od Caracasu. Má rozlohu 320,9 km².
K národnímu parku patří ostrovy Punta Brava, Cayo Sombrero, Cayo Playuela a další. Oblíbenou lokalitou pro sportovní potápění jsou Los Juanes. Na pobřeží se nachází také Jeskyně Panny Marie, která je poutním místem. Nejvyšším bodem je Cerro Chichiriviche s 285 m n. m. Teploty se pohybují mezi 23 °C a 35 °C.
Park chrání mangrovy, korálové útesy a písečné pláže. Na pevnině roste suchý tropický les, v němž dominuje opuncie mexická a kaktusy. Národní park je domovem 266 druhů ptáků, k nimž patří např. ibis rudý, volavka tříbarvá, pelikán hnědý, kormorán subtropický, plameňák karibský, fregatka vznešená, chřástal venezuelský, amazoňan žlutoramenný, arassari modrolící nebo orlovec říční. Typickými savci jsou mravenečník čtyřprstý, paka nížinná, maikong, vřešťani a lenochodi. Z mořských živočichů jsou zastoupeni krokodýl americký, kareta obrovská, kareta pravá, kožatka velká, pražman obecný, pyskoun vlnkovaný, prochilodus čárkovaný, krab modrý a langusta karibská.
Národní park byl vyhlášen 26. května 1974. Na jeho ochranu dohlíží vládní úřad pro národní parky INPARQUES.
V roce 2020 byla oblast zasažena ropou, která unikla z rafinerie El Palito.